# Principat de Romania

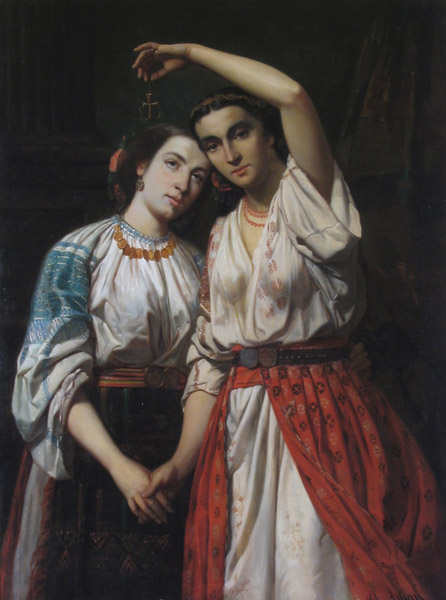
Pintura de Theodor Aman La unió dels principats

El Principat de Romania és el nom pel qual es coneix i identifica a Romania al llarg del període comprès entre la data d'elecció de Alexandru Ioan Cuza, com a príncep de Valàquia i Moldàvia (5 i 24 de gener de 1859), primer com a Principats Units de Moldàvia i Valàquia, autònoms però vassalls de l'Imperi Otomà, fins a la constitució oficial de Romania en un regne, l'any 1881, quan el príncep Carol va ser coronat com a Carol I, Rei de Romania. Aquesta denominació va ser començada a utilitzar de forma oficial a partir de l'any 1862.
El Principat de Romania va tenir només dos prínceps, el primer Alexandru Ioan Cuza, que va abdicar el 1866, i el príncep alemany Carol de Hohenzollern-Sigmaringen, el futur rei Carles I de Romania. Al llarg de l'existència del Principat de Romania, el país centre europeu va declarar la seva independència l'any 1877, que va ser ratificada al tractat de pau entre Rússia i l'Imperi Otomà i al Tractat de Berlín de 1878 que va posar fi a la Guerra d'independència de Romania i la Guerra russoturca (1877-1878), quan es va crear el Principat de Bulgària i reconèixer la independència de Sèrbia, Montenegro i el Principat de Romania. El principat de Romania estava integrat territorialment per Valàquia i Moldàvia, així com la Dobrudja meridional.